# Рождество Богородично (Долно Клещино)
„Рождество Богородично“ (на гръцки: Γεννήσεως της Θεοτόκου) е възрожденска православна църква в леринското село Долно Клещино (Като Клинес), Егейска Македония, Гърция. Храмът е част от Леринската, Преспанска и Еордейска епархия.
Църквата е построена според ктиторския надпис при митрополит Неофит Мъгленски „из дълбоко“ (εγέρθη εκ βάθρων), вероятно около 1835 година според местната традиция на мястото на по-стар храм. Според други сведения е изградена в 1820 година. Надписът над южния вход гласи:
| „ | Όσοι ράθυμοι και βέβηλοι τη καρδία μηδόλως εισέλθειν εν τω Θείω και ιερώ τούτω κατοικητήριω, ο γαρ πάλαι φύλαξ του παραδείσου, νυν της νέας ταύτης Εδέμ, προσετάχθην και τώδε τω τεταμένω ξίφει τας ψυχάς πάντων ανηλεώς αφαιρώ. | “ |

В архитектурно отношение представлява еднокорабен храм с полукръгла апсида, женска църква на запад и трем на запад и юг. Църквата е изписана със стенописи от 1844 година, дело на зографа Йоан от Турново (εν Tουρνάβω) според надписа над южната входна врата. По-късни са изображенията на пророци в осмоъгълния псевдокупол и фреската на Архангелите на южната стена отвън. Църквата е обявена за защитен паметник в 1995 година.
В църквата са съхранявани антични мраморни плочи с релефи, като една от тях е запазена до 1912 година – плоча с размери 1 m Х 0,8 m с релеф на петчленно семейство и надпис „Δώρον Δωροθέω“.